# Kopparmora
Kopparmora är en tätort i Värmdö kommun, Stockholms län. 
Strax norr om tätorten hade SCB fram till 2015 avgränsat en småort namnsatt till Kopparmora (norra delen). Vid 2015 års tätortsavgränsning hade de båda vuxit samman till en enda tätort.

## Befolkningsutveckling
| Befolkningsutvecklingen i Kopparmora 1980–2020                                                   | Befolkningsutvecklingen i Kopparmora 1980–2020 | Befolkningsutvecklingen i Kopparmora 1980–2020 | Befolkningsutvecklingen i Kopparmora 1980–2020 | Befolkningsutvecklingen i Kopparmora 1980–2020 |
| ------------------------------------------------------------------------------------------------ | ---------------------------------------------- | ---------------------------------------------- | ---------------------------------------------- | ---------------------------------------------- |
|                                                                                                  |                                                |                                                |                                                |                                                |
| År                                                                                               |                                                |                                                | Folkmängd                                      | Areal (ha)                                     |
| 1980                                                                                             | 1980                                           |                                                | 536                                            |                                                |
| 1990                                                                                             | 1990                                           |                                                | 658                                            | 82                                             |
| 1995                                                                                             | 1995                                           |                                                | 610                                            | 82                                             |
| 2000                                                                                             | 2000                                           |                                                | 662                                            | 83                                             |
| 2005                                                                                             | 2005                                           |                                                | 665                                            | 83                                             |
| 2010                                                                                             | 2010                                           |                                                | 631                                            | 82                                             |
| 2015                                                                                             | 2015                                           |                                                | 2 208                                          | 701                                            |
| 2020                                                                                             | 2020                                           |                                                | 2 302                                          | 735                                            |
| Anm.: Ny tätort 1980. Sammanvuxen 2015 med Värmdö-Evlinge, Saltarö och Kopparmora (norra delen). |                                                |                                                |                                                |                                                |